# Чонкешти (Сату Маре)
Чонкешти (рум. Cionchești) насеље је у Румунији у округу Сату Маре у општини Вииле Сату Маре. Oпштина се налази на надморској висини од 123 m.

## Становништво
Према подацима из 2002. године у насељу је живело 199 становника, од којих су сви румунске националности.